# HABE
HABE són les sigles de l'Helduen Alfabetatze eta Berreuskalduntzerako Erakundea (Organització per a l'Alfabetització i la Reeuskaldunització d'Adults), és una entitat finançada pel Govern Basc que treballa en l'ensenyament del basc a adults. De fet, la Comunitat Autònoma Basca realitza aquesta educació a través d'una xarxa de euskaltegis (acadèmies de basc).
Va ser creada en 1983 i en 25 anys s'han obert 107 euskaltegis, amb 1.500 professors i més de 350.000 alumnes en tota la xarxa. A més fora de la CAB unes 3.000 o 4.000 persones estudien basc a l'any.
Té seus a les tres capitals basques: en Vitòria (C/Samaniego Nº2), a Bilbao (Gran Via Nº85) i la seu principal, a Sant Sebastià (C/Vitòria-Gasteiz Nº3).